# Engskær
Engskær eller Eng-skær (Serratula tinctoria), er en art af blomstrende plante i kurvblomst-familien Asteraceae. Den er hjemmehørende i Europa med et tidsellignende blomsterhoved. Den vokser i fugtig jord, fuld sol til delvis skygge, og bliver op til en meter høj.
Den er en indført plante i et lille område i det nordøstlige USA, hvor den kaldes Dyer's plumeless saw-wort (= Farverens faneløse sav-urt).

## I Danmark
Engskær forekommer især i den sydøstlige del af Danmark, men er i tilbagegang, og regnes som en truet art på den danske rødliste.
|  |  |

## Brug
Serratula tinctoria er kilden til et gult farvestof. Som urtepræparat mente man, at planten kunne reparere brud og sår.